# Lokomotiva EP09

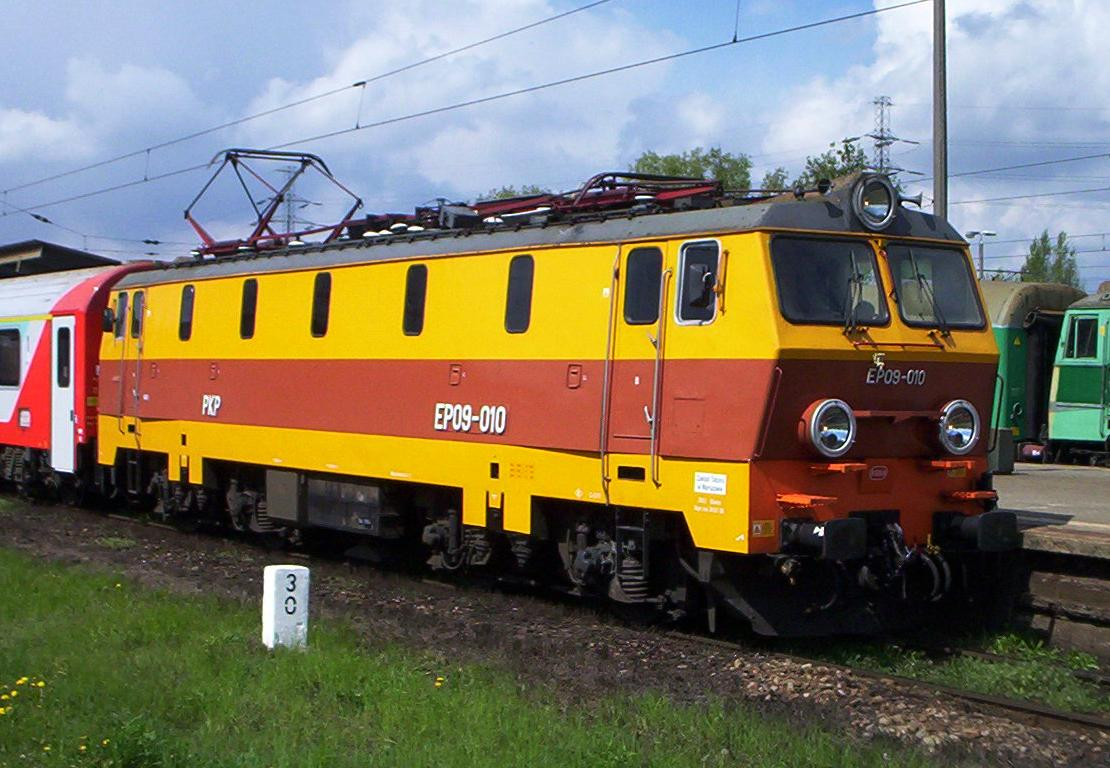
Lokomotiva EP09-10

Lokomotivy řady EP09 jsou čtyřnápravové stejnosměrné elektrické lokomotivy, které pro polské železnice Polskie Koleje Państwowe dodala společnost Pafawag v letech 1986–1997 v počtu 47 kusů.

## Galerie
- EP09 038 v Petrovicích u Karviné v letech 1998, 1999
- Lokomotiva řady EP09 v čele spoje EuroCity 110 „Praha“ odjíždějícího ze železniční stanice Ostrava Svinov